# Зінатуллін Максим Олегович
Максим Олегович Зінатуллін (нар. 24 вересня 1998) — український футболіст, півзахисник новокаховської «Енергії».

## Життєпис
Вихованець ДЮСШ-15 (Київ), в якій навчався з 2012 року. Перший тренер — Р.М. Канавський. Першу частину сезону 2015/16 років провів у юніорському чемпіонаті України (8 матчів), де виступав за «Олександрію». У лютому 2016 року перебрався до одеського «Чорноморця», в складі якого до кінця сезону виступав також у юніорському чемпіонаті України (10 матчів, 1 гол). Наступний сезон провів в «Олімпіку». У складі донецького клубу зіграв 6 матчів у молодіжному та 21 поєдинок у юніорському чемпіонатах України.
Восени 2017 року підсилив «Енергію». У футболці новокаховського клубу дебютував 7 жовтня 2017 року в переможному (260) домашньому поєдинку 15-о туру групи Б Другої ліги проти одеського «Реал Фарма». Максим вийшов на поле на 73-й хвилині, замінивши Дмитра Бондаренка. Дебютним голом у професіональному футболі відзначився 6 травня 2018 року на 85-й хвилині переможного (7:0) домашнього поєдинку 29-о туру групи Б Другої ліги проти запорізького «Металурга». Зінатуллін вийшов на поле на 50-й хвилині, замінивши Владислава Вакулінського.